# 피터 버미글리

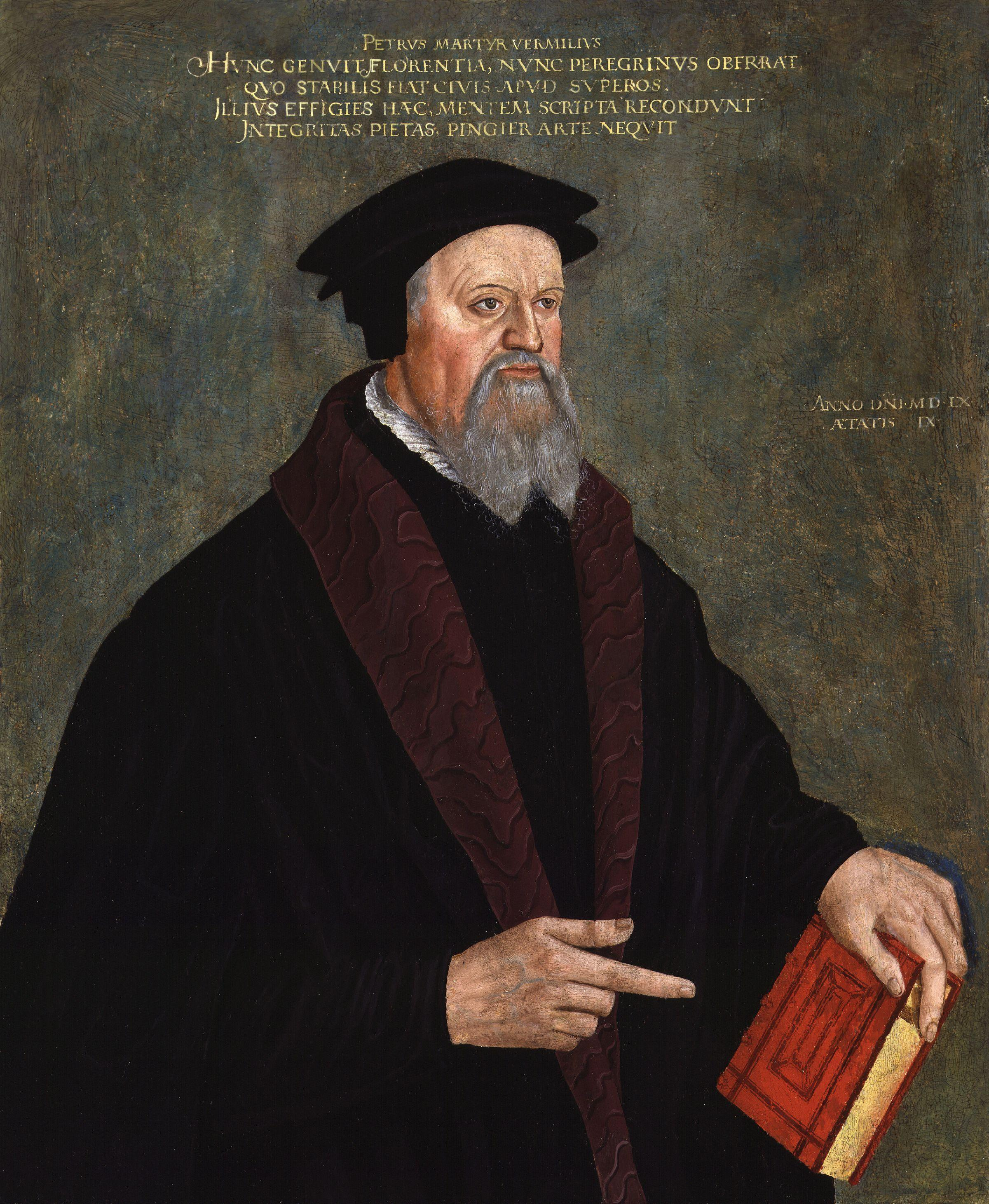
피터 버미글리, 한스 아스퍼 작품, 1560

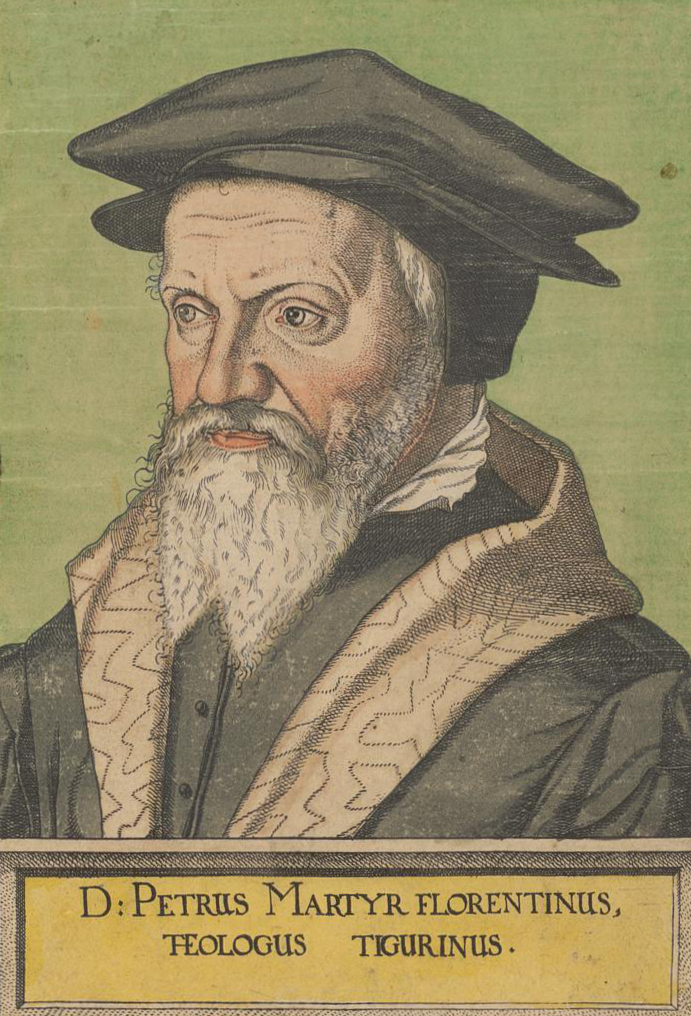
피터 버미글리

피터 마더 버미글리(Peter Martyr Vermigli, 이탈리아어: Pietro Martire Vermigli 피에트로 마르티레 베르밀리[*], 1499년 9월 8일  – 1562년 11월 12일)는 이탈리아에서 태어난 종교개혁가이다. 카톨릭교회의 국가인 이탈리아에서 개혁자로서 그의 초기 활동과 그가 프로테스탄 지역의 북유럽으로 피난한 결정이 많은 이탈리아 사람들로 하여금 개종하는데 영향을 주었다.
존 칼빈은 버미글리가 쓴 「신학총론」에서 많은 영향을 받은 것으로 프랑크 제임스의 최근 연구에서 밝혀졌다.
버미글리는 이탈리아 출신 로마 가톨릭 신부이자 히브리어에 능한 휴머니즘 학자였는데, 개신교로 개종하여 스위스, 프랑스, 영국 등지에서 많은 저술을 남겼다. 스트라스부르그의 마틴 부써의 동지였으며, 노년기에는 쮜리히의 불링거와 같이 개혁운동을 위해서 헌신하였다.

## 생애
피너 버미글리는 이탈리아 플로렌스에서 태어났는데 일찌기 라틴어 교육을 받고 1514년 피에솔레에 있는 산바르톨로메오인갈도 수도원에 입문하였다. 그곳에서 아우구스티누스파 수도회에 가입하고 4년 후에 정식으로 수도사 서원을 하고 ‘피터 마터’라는 이름을 받았다고 한다. 이후 8년 동안 그는 같은 종단 소속의 산 지오반니 데 베르다라 수도원에서 지내며 인근의 파도바 대학교에서 신학과 철학을 공부하였다. 버미글리의 권위자인 김진흥교수에 따르면 이 시기는 버미글리의 생애에서 가장 중요한 지적 형성기로 평가한다. 이곳에서 그는 토마스주의적 스콜라주의에 정통하게 되었으며 신학적 토론에 아주 뛰어난 능력을 나타내었다고 한다. 또한 소속 수도원의 도서관에서 저녁마다 아우구스티누스를 비롯한 교부들의 저서를 읽고 깊이 연구하였다. 그리스어를 독학으로 배우기도 했다. 교부적 지식, 토마스주의적 스콜라주의, 인문주의 사상이 버미글리의 사상적 배경으로 자리잡게 되었다. 1525년 파두아 대학에서 신학 박사 학위를 취득하고 서품된 이후 1531-1533년간 볼로냐의 수도원장 대리(vicar)를 역임하면서 구약 성경에 대한 깊은 관심에 의해 히브리어를 연구하였다.
버미글리의 신학적 변화가 일어났는데 1537년 4월에 나폴리의 산 피에트로아드 아람 수도원 원장으로 선출된 이후, 그는 한 인문주의자 서클에서 북 유럽의 개신교 신학자들의 저서들을 접하고 이신칭의를 받아들이게 되었다. 이후 카톨릭 내에서 도덕적 개혁과 교리적 개혁운동을 주도하던 와중 여러 계기로 인해 진로에 대한 결정적인 시기를 맞게 되고 1542년에 개혁주의 개신교 교회로 망명하였다. 버미글리는 취리히와 바젤을 거쳐 스트라스부르크에 도착하였고 마르틴 부서(Martin Bucer)의 지지에 의해 신학교의 구약학 교수가 되었다. 1547년 11월에 토마스 크랜머(Thomas Cranmer)의 초청을 받아 영국으로 건너가 이듬해 3월 옥스퍼드의 레기우스 신학교수로 임명되었다. 이후 에드워드 6세 치하의 영국의 종교개혁 진행에 공헌하였다. 1553년 10월에 다시 스트라스부르크로 돌아와 신학교수직에 복귀하였다. 하지만 성만찬 논쟁으로 인해 곤경을 겪다가 1556년 취리히로 가게 된다. 취리히 시기(1556-1562)는 버미글리의 인생에 가장 평안한 시기였으며, 버미글리는 강의와 집필에 몰두할 수 있었다. 1562년 11월 12일에 죽었다.

## 신학
버미글리는 조직신학자라기 보다는 성경의 학자였다. 그의 말년의 영향은 주로 성례전 교리와 관련되어있다. 그는 성경 주석과 신학적 적용 사이의 밀접한 관계성 있다고 보았다. 그의 성경 주석 방법은 마르틴 부서와 유사한데 성경 본문에서 취급한 교리적 주제들에 대하여서도 확장하여 논의를 하였다. 다른 종교 개혁가들과 마친가지로 오직 성경만이 진리를 세우는데 있어서 최고의 권위라고 믿었다. 종교 개혁가 버미글리는 장 칼뱅이 기독교강요를 저술할 때 자문을 요청했던 인물이었다. 그래서 개혁신학의 아버지로 불리기도 한다.
버미글리는 그의 작품에서 인간의 자유선택이 개인이 처한 다양한 영적인 상황에 따라 어떻게 존재하고 기능하는지를 상세하게 논하며, 하나님의 작정, 예지, 섭리와 같은 신적인 필연성과 인간의 자유선택이 양립할 수 있는지를 주장한다.

## 같이 보기
- 제롬 잔키우스
- 자카리아스 우르시누스
- 칼뱅주의
- 종교 개혁가
- 개혁신학가

## 참고 문헌
- James, III, Frank (1998). 《Peter Martyr Vermigli and Predestination: The Augustinian Inheritance of an Italian Reformer》. Oxford University Press.
- 피터 마터 버미글리: 신학적 평전 (김진흥, 개혁주의 학술원, 2018)